# Harald Szeemann
Harald Szeemann (Berna, 11 giugno 1933 – Locarno, 18 febbraio 2005) è stato uno storico dell'arte e curatore d'arte svizzero.
Szeemann è considerato uno dei grandi protagonisti dell'arte contemporanea e uno dei più influenti curatori del XX secolo. Con la sua pratica e oltre 150 esposizioni, ha creato un nuovo concetto di curatore, che collabora a stretto contatto con gli artisti e utilizza la mostra stessa come espressione creativa e artistica.

## Biografia

### Famiglia e vita privata
Harald (Harry) Szeemann nasce l'11 giugno 1933 a Berna da Julie Szeemann-Kambly (1907-2005) e Étienne Ernst Szeemann (1904-1958). Proviene da una famiglia austroungherese: il nonno Etienne Szeemann (1873–1971), un parrucchiere poliglotta, lavorò a Budapest, Vienna e Karlsbad; come parrucchiere di nave si recò a Kapstadt e poi Londra. Qui nel 1905 nacque il padre di Harald Szeemann. Nel 1906 i suoi nonni si spostarono con i figli a Berna. Nel 1919 riceve la cittadinanza svizzera. Il nonno e Karl Ludwig Nessler furono gli inventori della permanente e il padre fu un parrucchiere di successo al quale il figlio Harlad dedicò la mostra Grandfather - a pioneer like us nel 1974 nel suo appartamento di Berna e riallestita all'Istituto Svizzero di New York nel 2019.
Harlad Szeemann si è sposato due volte, nel 1959 con Françoise Bonnefoy (1934-) e in seconde nozze con l'artista Ingeborg Lüscher. Ha avuto tre figli: Jérôme (1959-) e Valérie (1964-) nati dal primo matrimonio e Una (1975-) con la seconda moglie.

### Carriera
Durante il periodo del Ginnasio Harald Szeemann si interessò di musica, arti figurative e letteratura. Dopo la maturità studiò dal 1953 al 1960 storia dell'arte, archeologia e scienze giornalistiche alla Universität Bern e all'Institut d'Art et d'Histoire della Sorbona. Presto si occupa di teatro a Berna. Nel 1956 fonda un Ein-Mensch-Theater. Fece anche il grafico presso un'agenzia di pubblicità e fu anche pittore e scrittore. Nel 1957 riceve una offerta da Leonard Steckel per un ingaggio al Schauspielhaus Zürich così come da Franz Meyer, direttore della Kunsthalle Bern, per l'organizzazione della mostra „Dichtende Maler – Malende Dichter“ presso il Kunstmuseum St. Gallen. Szeemann decide di dedicare la mostra a Hugo Ball. Nel 1958 sposa la parigina Françoise Bonnefoy. Il primo figlio fu Jérôme Patrice (1959) e poi Valére Claude (1964).
Dopo una breve esperienza nel teatro contemporaneo si dedica all'arte. Negli anni Sessanta diventa direttore della Kunsthalle di Berna, dove realizza alcune mostre germinali, tra cui "Live In Your Head: When Attitudes Become Form", che introduce nuovi linguaggi e modi di intendere arte, grazie anche alla partecipazione di artisti come Joseph Beuys, Franz Gertsch, Richard Serra, Mimmo Paladino, Jörg Immendorff, Gian Ruggero Manzoni, Markus Lüpertz e Dieter Roth.. La mostra è inoltre l'evento che diede inizio alla brillante fama internazionale del suo curatore.
Szeemann in seguito si dimette dalla Kunsthalle preferendo operare come freelance, inventando di fatto il modello del "curatore indipendente", cioè un organizzatore di mostre slegato dalle istituzioni museali.
Nel 1972 viene chiamato a dirigere Documenta 5 a Kassel. Nel 1978 cura una mostra sul Monte Verità dal titolo Monte Verità Ascona.Le mammelle della verità" che racconta la comunità artistica fondata agli inizi del secolo sulle prealpi locarnesi e che è ancora oggi allestita in modo permanente all'interno della Casa Anatta di Monte Verità.
Nel 1980 inventa con Achille Bonito Oliva la sezione "Aperto" alla Biennale di Venezia. Nel 1999 viene nominato direttore artistico della stessa biennale, carica che ricoprirà anche nel 2001.
Negli ultimi anni della sua carriera avvia un ciclo di mostre a sfondo geografico, come "Blüt & Honig" (Vienna, 2003), "El Viajo Real" (New York, 2004) e "Belgique Visionnaire" (Bruxelles, 2005).
(Harald Szeemann)

## Archivio
L'Archivio Harald Szeemann è stato acquisito dal Getty Research Institute nel 2011. Parte dell'archivio Szeemann è di proprietà del Cantone Ticino e collaborato presso Monte Verità e presso l'Archivio di Stato del Cantone Ticino.

## Mostre (selezione)
Harald Szeemann ha prodotto oltre 150 esposizioni nella sua carriera tra il 1957 e il 2005. 
- 1957 - Malende Dichter - Dichtende Maler, San Gallo
- 1969 - Live In Your Head: When Attitudes Become Form - Kunsthalle Bern
- 1970 - Happenings and Fluxus
- 1972 - documenta 5, Kassel
- 1974 - Grandfather - a pioneer like us[4]
- 1975 - Junggesellenmaschinen
- 1975 - Machines célibataires, mostra itinerante di macchine di scena disegnate da Jacques Carelman.[10]
- 1978 - Monte Verità Ascona. Le mammelle della verità[7]
- 1983 - Der Hang zum Gesamtkunstwerk
- 1995 - Hundert Jahre Kino
- 1996 - Austria im Rosennetz
- 1997 - Biennale di Lione, Lione
- 1999/2001 - Direttore della XLVIII e XLIX Esposizione internazionale d'arte della Biennale di Venezia
- 2002 - Geld und Wert - Das letzte Tabu (Expo.02 - Schweizerische Landesausstellung)
- 2003 - Blut & Honig - Zukunft ist am Balkan, Sammlung Essl, Vienna
- 2004 - la Bienal Internacional de Arte Contemporaneo de Sevilla
- 2005 - Belgique visionnaire, Bruxelles